# Antonio Thrasybule Kebreau
Antonio Thrasybule Kebreau (* 11. November 1909 in Port-au-Prince; † 13. Januar 1963) war ein haitianischer General, Politiker und Präsident von Haiti.

## Biografie
Nach der Schulausbildung begann er eine militärische Laufbahn in den Forces Armées d’Haïti und war nach der Einschreibung an der Militärakademie 1930 als Offizier tätig. 1957 erfolgte seine Beförderung zum Oberst.
Als ranghöchster Offizier leitete er einen blutigen Putsch gegen den Übergangspräsidenten Daniel Fignolé. Kebreau wurde als Nachfolger Fignolés am 14. Juni 1957 Vorsitzender des Militärischen Regierungsrates (Conseil Militaire du Gouvernement) und damit zugleich Präsident von Haiti. Der Militärische Regierungsrat bestand neben ihm noch aus Oberst Émile Zamor und Oberst Adrien Valville.
Am 22. Oktober 1957 übergab er dem aus den Präsidentschaftswahlen mit 70 Prozent der Wählerstimmen klar als Wahlsieger hervorgegangenen François Duvalier das Präsidentenamt und leitete dadurch eine fast 30-jährige Diktatur der Familie Duvalier ein.
Anschließend wurde er von Duvalier zum Botschafter ernannt. Gerüchten zufolge wurde Kebreau im Auftrag Duvaliers durch Gift ermordet.